# Клиффорд, Стив
Сти́вен Дже́ральд Кли́ффорд (англ. Steven Gerald Clifford; род. 17 сентября 1961 года в Айленд-Фолс, штат Мэн, США) — американский баскетболист и тренер. С 2022 по 2024 года работал главным тренером клуба НБА «Шарлотт Хорнетс». На студенческом уровне играл за Университет штата Мэн в Фармингтоне. После окончания колледжа стал баскетбольным тренером.

## Карьера тренера
После окончания университета Клиффорд работал ассистентом главного тренера в нескольких университетских команд первого и второго дивизионов NCAA.
С 2000 по 2003 год Клиффорд работал ассистентом главного тренера в команде НБА «Нью-Йорк Никс». С 2003 по 2007 год он работал ассистентом главного тренера «Хьюстон Рокетс». С 2007 по 2012 год Клиффорд работал ассистентом главного тренера «Орландо Мэджик». В сезоне 2012/13 он был ассистентом главного тренера «Лос-Анджелес Лейкерс».

### Шарлотт Бобкэтс/Хорнетс (2013—2018)
29 мая 2013 года Клиффорд стал главным тренером команды «Шарлотт Бобкэтс».
В первом сезоне с «Бобкэтс» Клиффорд достиг рекорда 43—39 и вывел команду в плей-офф в первый раз с сезона 2009/10, где уступили «Майами Хит» в первом раунде со счётом 0—4.
Перед началом сезона 2014/15 «Шарлотт Бобкэтс» были переименованы в «Шарлотт Хорнетс». В этом сезоне Шарлотт достигли рекорда 33—49 и заняли 11 место в конференции.
В третьем сезоне «Хорнетс» одержали 48 побед при 34 поражениях и во второй раз попали в плей-офф при руководстве Клиффорда, где уступили «Майами Хит» в первом раунде со счётом 3—4.
В четвёртом сезоне «Хорнетс» одержали 36 побед при 46 поражениях и заняли 11 место в конференции.
В пятом сезоне «Хорнетс» повторили рекорд прошлого сезона и заняли 10 место в конференции. 13 апреля 2018 года Клиффорд был уволен с поста главного тренера «Шарлотт Хорнетс».

### Орландо Мэджик (2018—2021)
30 мая 2018 года Клиффорд стал главным тренером «Орландо Мэджик», в котором несколькими годами ранее работал ассистентом.
В первом сезоне «Мэджик» одержали 42 победы при 40 поражениях, что позволило им выйти в плей-офф впервые с сезона 2011/12. В плей-офф Орландо проиграли в первом раунде «Торонто Рэпторс» со счётом 1—4.
Во втором сезоне «Мэджик» одержали 33 победы при 40 поражениях и вышли в плей-офф с 8 места в конференции, где они проиграли в первом раунде «Милуоки Бакс» со счётом 1—4.

### Шарлотт Хорнетс (2022—2024)
После завершения сезона НБА 2021/22 «Хорнетс» вновь наняли Клиффорда в качестве главного тренера 24 июня 2022 года.
3 апреля 2024 года «Хорнетс» объявили, что Клиффорд покинет пост главного тренера по окончании сезона 2023/24 и перейдет на должность консультанта в офисе.

## Тренерская статистика
| Команда | Сезон   | G   | W   | L   | W–L% | Итог                        | PG | PW | PL | Результат                |
| ------- | ------- | --- | --- | --- | ---- | --------------------------- | -- | -- | -- | ------------------------ |
| Шарлотт | 2013/14 | 82  | 43  | 39  | .524 | 3 в Юго-Восточном дивизионе | 4  | 0  | 4  | Проигрыш в первом раунде |
| Шарлотт | 2014/15 | 82  | 33  | 49  | .402 | 4 в Юго-Восточном дивизионе | —  | —  | —  | Не попали                |
| Шарлотт | 2015/16 | 82  | 48  | 34  | .585 | 3 в Юго-Восточном дивизионе | 7  | 3  | 4  | Проигрыш в первом раунде |
| Шарлотт | 2016/17 | 82  | 36  | 46  | .439 | 4 в Юго-Восточном дивизионе | —  | —  | —  | Не попали                |
| Шарлотт | 2017/18 | 82  | 36  | 46  | .439 | 3 в Юго-Восточном дивизионе | —  | —  | —  | Не попали                |
| Орландо | 2018/19 | 82  | 42  | 40  | .512 | 1 в Юго-Восточном дивизионе | 5  | 1  | 4  | Проигрыш в первом раунде |
| Орландо | 2019/20 | 73  | 33  | 40  | .452 | 2 в Юго-Восточном дивизионе | 5  | 1  | 4  | Проигрыш в первом раунде |
| Всего   | Всего   | 565 | 271 | 294 | .480 |                             | 21 | 5  | 16 |                          |